# Torneo Clausura 2012 Segunda División
Fue la edición n° 71 del torneo. La temporada 2011-2012 estará compuesta por 20 equipos, divididos en 2 grupos de 10 equipos cada uno, compuestos sobre la base de la ubicación geográfica. La temporada tendrá la particularidad de que subirá el campeón y habrá un repechaje entre el subcampeón y el último lugar de la Primera División de Costa Rica, el ganador de esa serie estará en primera el próximo año y el perdedor jugará en segunda división, esto se debe a la desafiliación del equipo de Barrio México en Primera División; por otro lado descenderán los dos últimos lugares de la tabla general a Tercera División y solo ascenderá uno de esa categoría, buscando con esto que haya 18 equipos para la temporada 2012-2013. El torneo será dedicado a Freddy Campos Quirós.

## Equipos participantes

### Grupo A
| Club                                       | Entrenador      | Ciudad              | Estadio                           | Aforo |
| ------------------------------------------ | --------------- | ------------------- | --------------------------------- | ----- |
| Municipal Grecia                           | Martín Montero  | Grecia              | Estadio Allen Riggioni            | 4.000 |
| Barrio México                              | Hugo Viegas     | Guadalupe           | Estadio Coyella Fonseca           | 4.500 |
| Liberia                                    |                 | Liberia             | Estadio Edgardo Baltodano Briceño | 5.800 |
| A.D. Guanacasteca                          |                 | Nicoya              | Estadio Chorotega                 | 5.000 |
| Cartagena                                  |                 | Santa Cruz          | Polideportivo de Cartagena        | 1.100 |
| A.D. Carmelita                             | Orlando de León | Atenas              | Estadio Municipal de Atenas       | 2.000 |
| Aserrí F.C.                                | Luis José Herra | Aserrí              | Estadio ST Center                 | 2.500 |
| Escazuceña                                 | Rónald Gómez    | Escazú              | Estadio Nicolás Masís             | 2.000 |
| A.D. Ramonense                             |                 | San Ramón           | Estadio Guillermo Vargas Roldán   | 6.000 |
| Uruguay de Coronado                        | Randall Chacón  | Vázquez de Coronado | Estadio Municipal el Labrador     | 2.500 |
| Datos actualizados a: 30 de enero de 2012. |                 |                     |                                   |       |

### Grupo B
| Club                                       | Entrenador        | Ciudad        | Estadio                        | Aforo  |
| ------------------------------------------ | ----------------- | ------------- | ------------------------------ | ------ |
| AS Puma Generaleña                         |                   | Pérez Zeledón | Polideportivo de Pérez Zeledón | 1.000  |
| Cariari                                    |                   | Pococí        | Estadio Comunal de Cariari     | 1.200  |
| Municipal Coto Brus                        |                   | Coto Brus     | Estadio Hamilton Villalobos    | 4.100  |
| La Suerte                                  |                   | Pococí        | Estadio La Suerte              | 4.000  |
| Guajira                                    |                   | Pococí        | Estadio Ebal Rodríguez         | 4.000  |
| A.D.M. Turrialba                           | Luis Torres       | Turrialba     | Estadio Rafael Ángel Camacho   | 4.500  |
| Universidad de Costa Rica                  | Iván Mraz         | Sabanilla     | Estadio Ecológico              | 3.000  |
| Jacó Rays FC                               | Luis Diego Arnáez | Garabito      | Estadio Garabito de Jacó       | 3.000  |
| Paraíso Total                              |                   | Paraíso       | Estadio José Joaquín Barquero  | 2.500  |
| Saprissa de Corazón                        |                   | Tibás         | Estadio Saprissa               | 23.170 |
| Datos actualizados a: 30 de enero de 2012. |                   |               |                                |        |

## Tabla de Goleo
Goles Anotados:

| Jugador            | Club           | Anotado |
| ------------------ | -------------- | ------- |
| Johan Condega      | Uruguay        | 24      |
| Leonardo Adams     | Guanacasteca   | 23      |
| Reymer Solano      | Jacó Rays      | 19      |
| José Antonio López | Cartagena      | 18      |
| Bryan Solórzano    | A.D. Ramonense | 18      |

## Jornadas
| Aserrí FC           | 0 - 2 | Municipal Liberia | 7 de enero y 8 de enero | Estadio Lito Monge            |
| Municipal Grecia    | 1 - 1 | Ramonense         | 7 de enero y 8 de enero | Allen Riggioni                |
| Carmelita           | 2 - 2 | Escazuceña        | 7 de enero y 8 de enero | Estadio Palmareño Solís       |
| Guanacasteca        | 5 - 1 | Barrio México     | 7 de enero y 8 de enero | Estadio Chorotega             |
| Uruguay de Coronado | 6 - 2 | Cartagena         | 7 de enero y 8 de enero | Estadio Municipal el Labrador |

| Guajira       | 1 - 1 | Saprissa de Corazón | 7 de enero y 8 de enero | Estadio Ebal Rodríguez        |
| Paraíso Total | 0 - 3 | Jacó Rays FC        | 7 de enero y 8 de enero | Estadio José Joaquín Barquero |
| Turrialba     | 1 - 3 | AS Puma Generaleña  | 7 de enero y 8 de enero | Estadio Rafael Ángel Camacho  |
| Cariari       | 2 - 1 | Municipal Coto Brus | 7 de enero y 8 de enero | Estadio Comunal de Cariari    |
| La Suerte     | 2 - 0 | UCR                 | 7 de enero y 8 de enero | Estadio La Suerte             |

| Municipal Grecia  | 2 - 1 | Carmelita           | 14 de enero y 15 de enero | Allen Riggioni                  |
| Escazuceña        | 0 - 2 | Uruguay de Coronado | 14 de enero y 15 de enero | Estadio Nicolás Masís           |
| Municipal Liberia | 0 -`2 | Barrio México       | 14 de enero y 15 de enero | Estadio Edgardo Baltodano       |
| Ramonense         | 2 - 1 | Aserrí FC           | 14 de enero y 15 de enero | Estadio Guillermo Vargas Roldán |
| Guanacasteca      | 7 - 0 | Cartagena           | 14 de enero y 15 de enero | Estadio Chorotega               |

| Municipal Coto Brus | 3 - 3 | Turrialba     | 14 de enero y 15 de enero | Estadio Hamilton Villalobos    |
| Saprissa de Corazón | 3 - 5 | La Suerte     | 14 de enero y 15 de enero | Ricardo Saprissa               |
| AS Puma Generaleña  | 2 - 0 | Paraíso Total | 14 de enero y 15 de enero | Polideportivo de Pérez Zeledón |
| Cariari             | 2 - 1 | Guajira       | 14 de enero y 15 de enero | Estadio Comunal de Cariari     |
| Jacó Rays FC        | 2 - 3 | UCR           | 14 de enero y 15 de enero | Estadio Garabito               |

| Carmelita           | 1 - 1 | Ramonense         | 22 de enero   | Estadio Municipal de Atenas   |
| Barrio México       | 0 - 1 | Aserrí FC         | 22 de enero   | Estadio Coyella Fonseca       |
| Cartagena           | 1 - 0 | Municipal Liberia | 22 de enero   | Polideportivo de Cartagena    |
| Guanacasteca        | 1 - 1 | Escazuceña        | 22 de enero   | Estadio Chorotega             |
| Uruguay de Coronado | 2 - 0 | Municipal Grecia  | 22 de febrero | Estadio Municipal el Labrador |

| Guajira       | 2 - 2 | Municipal Coto Brus | 22 de enero | Estadio Ebal Rodríguez        |
| Paraíso Total | 2 - 0 | Turrialba           | 22 de enero | Estadio José Joaquín Barquero |
| La Suerte     | 1 - 1 | Cariari             | 22 de enero | Estadio La Suerte             |
| UCR           | 1 - 1 | AS Puma Generaleña  | 22 de enero | Estadio Ecológico             |
| Jacó Rays FC  | 4 - 2 | Saprissa de Corazón | 22 de enero | Estadio Garabito              |

| Ramonense         | 0 - 0 | Barrio México       | 25 de enero   | Estadio Guillermo Vargas Roldán |
| Aserrí FC         | 3 - 0 | Cartagena           | 25 de enero   | Estadio Lito Monge              |
| Guanacasteca      | 1 - 0 | Municipal Grecia    | 25 de enero   | Estadio Chorotega               |
| Municipal Liberia | 2 - 1 | Escazuceña          | 25 de enero   | Estadio Edgardo Baltodano       |
| Carmelita         | 1-1   | Uruguay de Coronado | 29 de febrero | Estadio Municipal de Atenas     |

| Municipal Coto Brus | 3 - 1 | Paraíso Total         | 25 de enero | Estadio Hamilton Villalobos    |
| Guajira             | 0 - 2 | La Suerte             | 25 de enero | Estadio Ebal Rodríguez         |
| Turrialba           | 3 - 2 | UCR                   | 25 de enero | Estadio Rafael Ángel Camacho   |
| Cariari             | 2 - 1 | Jacó Rays Fútbol Club | 25 de enero | Estadio Comunal de Cariari     |
| AS Puma Generaleña  | 2 - 1 | Saprissa de Corazón   | 25 de enero | Polideportivo de Pérez Zeledón |

| Cartagena           | 3 - 0 | Barrio México    | 29 de enero | Polideportivo de Cartagena    |
| Guanacasteca        | 1 - 1 | Carmelita        | 29 de enero | Estadio Chorotega             |
| Escazuceña          | 3 - 0 | Aserrí FC        | 29 de enero | Estadio Nicolás Masís         |
| Municipal Liberia   | 2 - 4 | Municipal Grecia | 29 de enero | Estadio Edgardo Baltodano     |
| Uruguay de Coronado | 0 - 1 | Ramonense        | 4 de marzo  | Estadio Municipal el Labrador |

| La Suerte           | 1 - 0 | Municipal Coto Brus | 29 de enero | Estadio La Suerte              |
| UCR                 | 3 - 1 | Paraíso Total       | 29 de enero | Estadio Ecológico              |
| Jacó Rays FC        | 2 - 0 | Guajira             | 29 de enero | Estadio Garabito               |
| Saprissa de Corazón | 3 - 2 | Turrialba           | 29 de enero | Ricardo Saprissa               |
| AS Puma Generaleña  | 0 - 1 | Cariari             | 29 de enero | Polideportivo de Pérez Zeledón |

| Barrio México       | 1 - 1 | Escazuceña          | 4 de febrero | Estadio Coyella Fonseca         |
| Aserrí FC           | 0 - 2 | Municipal Grecia    | 4 de febrero | Estadio Lito Monge              |
| Carmelita           | 1 - 0 | Municipal Liberia   | 5 de febrero | Estadio Municipal de Atenas     |
| Ramonense           | 3 - 1 | Municipal Cartagena | 5 de febrero | Estadio Guillermo Vargas Roldán |
| Uruguay de Coronado | 2 - 1 | Guanacasteca        | 5 de febrero | Estadio Municipal el Labrador   |

| Paraíso Total       | 0 - 0 | Saprissa de Corazón | 4 de febrero  | Estadio José Joaquín Barquero |
| Turrialba           | 2 - 0 | Cariari             | 4 de febrero  | Estadio Rafael Ángel Camacho  |
| Municipal Coto Brus | 3 - 1 | UCR                 | 4 de febrero  | Estadio Hamilton Villalobos   |
| La Suerte           | 1 - 1 | Jacó Rays FC        | 5 de febrero  | Estadio La Suerte             |
| Guajira             | 0 - 3 | AS Puma Generaleña  | 22 de febrero | Estadio Ebal Rodríguez        |

| Municipal Grecia  | 3 - 2 | Barrio México       | 10 de febrero | Allen Riggioni            |
| Aserrí FC         | 2 - 3 | Carmelita           | 11 de febrero | Estadio Lito Monge        |
| Escazuceña        | 3 - 1 | Cartagena           | 11 de febrero | Estadio Nicolás Masís     |
| Municipal Liberia | 3 - 2 | Uruguay de Coronado | 12 de febrero | Estadio Edgardo Baltodano |
| Guanacasteca      | 2 - 1 | Ramonense           | 12 de febrero | Estadio Chorotega         |

| Saprissa de Corazón          | 3 - 2 | Universidad de Costa Rica | 11 de febrero | Ricardo Saprissa               |
| Jacó Rays FC                 | 3 - 2 | Municipal Coto Brus       | 12 de febrero | Estadio Garabito               |
| AS Puma Generaleña           | 3 - 1 | La Suerte                 | 12 de febrero | Polideportivo de Pérez Zeledón |
| Asociación Deportiva Cariari | 0 - 0 | Paraíso Total             | 12 de febrero | Estadio Comunal de Cariari     |
| Turrialba                    | 3 - 2 | Guajira                   | 12 de febrero | Estadio Rafael Ángel Camacho   |

| Barrio México       | 0 - 4 | Carmelita         | 18 de febrero | Estadio Coyella Fonseca         |
| Guanacasteca        | 2 - 4 | Municipal Liberia | 18 de febrero | Estadio Chorotega               |
| Uruguay de Coronado | 2 - 1 | Aserrí FC         | 18 de febrero | Estadio Labrador                |
| Ramonense           | 1 - 1 | Escazuceña        | 19 de febrero | Estadio Guillermo Vargas Roldán |
| Cartagena           | 1 - 2 | Municipal Grecia  | 19 de febrero | Polideportivo Cartagena         |

| Paraíso Total             | 4 - 1 | Guajira             | 18 de febrero | Estadio José Joaquín Barquero |
| Jacó Rays                 | 4 - 1 | AS Puma Generaleña  | 18 de febrero | Estadio Garabito              |
| Coto Brus                 | 2 - 2 | Saprissa de Corazón | 18 de febrero | Estadio Hamilton Villalobos   |
| Universidad de Costa Rica | 5 - 1 | Cariari             | 19 de febrero | Estadio Ecológico             |
| La Suerte                 | 0 - 1 | Turrialba           | 19 de febrero | Estadio La Suerte             |

| Barrio México     | 1 - 1 | Uruguay de Coronado | 25 de febrero | Estadio Coyella Fonseca     |
| Municipal Liberia | 0 - 1 | Ramonense           | 25 de febrero | Edgardo Baltodano           |
| Carmelita         | 5 - 0 | Cartagena           | 25 de febrero | Estadio Municipal de Atenas |
| Aserrí FC         | 3 - 1 | Guanacasteca        | 25 de febrero | Estadio Lito Monge          |
| Municipal Grecia  | 2-2   | Escazuceña          | 25 de febrero | Allen Riggioni              |

| Guajira            | 1 - 1 | UCR                 | 25 de febrero | Estadio Ebal Rodríguez         |
| Paraíso Total      | 0 - 0 | La Suerte           | 25 de febrero | Estadio José Joaquín Barquero  |
| AS Puma Generaleña | 4 - 2 | Coto Brus           | 25 de febrero | Polideportivo de Pérez Zeledón |
| Turrialba          | 0 - 1 | Jacó Rays FC        | 25 de febrero | Estadio Rafael Ángel Camacho   |
| Cariari            | 1 - 2 | Saprissa de Corazón | 26 de febrero | Estadio Comunal de Cariari     |

| Municipal Grecia | 3 - 3 | Barrio México | 3 de marzo | Estadio Allen Riggioni     |
| Escazuceña       | 1 - 2 | Guanacasteca  | 3 de marzo | Estadio Nicolás Masís      |
| Cartagena        | 1 - 3 | Liberia       | 4 de marzo | Polideportivo de Cartagena |
| Carmelita        | 5 - 1 | Aserrí FC     | 4 de marzo | Estadio Palmareño Solís    |

Libres: Ramonense y Uruguay de Coronado
| Guajira             | 4 - 5 | Turrialba          | 3 de marzo | Estadio La Colonia         |
| UCR                 | 1 - 0 | AS Puma Generaleña | 4 de marzo | Estadio Ecológico          |
| Cariari             | 3 - 4 | Paraíso Total      | 4 de marzo | Estadio Comunal de Cariari |
| Saprissa de Corazón | 2 - 3 | Jacó Rays          | 6 de marzo | Estadio Ricardo Saprissa   |

Libres: Coto Brus y La Suerte
| Barrio México | 0 - 1 | Carmelita           | 10 de marzo | Estadio Coyella Fonseca         |
| Grecia        | 1 - 3 | Uruguay de Coronado | 10 de marzo | Estadio Allen Riggioni          |
| Ramonense     | 2 - 1 | Cartagena           | 11 de marzo | Estadio Guillermo Vargas Roldán |
| Liberia       | 0 - 0 | Escazuceña          | 11 de marzo | Estadio Baltodano Briceño       |

Libres: Guanacasteca y Aserrí
| Coto Brus          | 1 - 2 | UCR                 | 9 de marzo  | Estadio Hamilton Villalobos    |
| Paraíso Total      | 1 - 0 | Guajira             | 10 de marzo | Estadio José Joaquín Barquero  |
| AS Puma Generaleña | 1 - 1 | Saprissa de Corazón | 10 de marzo | Polideportivo de Pérez Zeledón |
| La Suerte          | 0 - 1 | Cariari             | 11 de marzo | Estadio La Suerte              |

Libres: Jacó Rays y Turrialba
| Municipal Grecia | 2 - 2 | Carmelita           | 17 de marzo | Estadio Allen Riggioni |
| Escazuceña       | 2 - 0 | Cartagena           | 17 de marzo | Estadio Nicolás Masís  |
| Guanacasteca     | 2 - 0 | Ramonense           | 18 de marzo | Estadio Chorotega      |
| Aserrí FC        | 0 - 2 | Uruguay de Coronado | 18 de marzo | Estadio Lito Monge     |

Libres: Barrio México y Municipal Liberia
| Jacó Rays           | 2 - 0 | Coto Brus | 17 de marzo | Estadio Municipal de Garabito |
| Turrialba           | 3 - 2 | La Suerte | 17 de marzo | Estadio Rafael Ángel Camacho  |
| Guajira             | 3 - 6 | Cariari   | 18 de marzo | Estadio La Colonia            |
| Saprissa de Corazón | 0 - 3 | UCR       | 19 de marzo | Estadio Coyella Fonseca       |

Libres: AS Puma Generaleña y Paraíso Total
| Ramonense           | 0 - 1 | Escazuceña    | 25 de marzo | Guillermo Vargas Roldán |
| Guanacasteca        | 3 - 1 | Liberia       | 25 de marzo | Estadio Chorotega       |
| Uruguay de Coronado | 1 - 0 | Carmelita     | 25 de marzo | Estadio El Labrador     |
| Aserrí FC           | 0 - 0 | Barrio México | 25 de marzo | Estadio Lito Monge      |

Libres: Municipal Grecia y Cartagena
| Coto Brus | 1 - 2 | Saprissa de Corazón | 25 de marzo | Estadio San Rafael de Sabalito |
| Jacó Rays | 2 - 0 | AS Puma Generaleña  | 25 de marzo | Estadio Municipal de Garabito  |
| La Suerte | 7 - 1 | Guajira             | 25 de marzo | Estadio La Suerte              |
| Turrialba | 2 - 0 | Paraíso Total       | 25 de marzo | Estadio Rafael Ángel Camacho   |

Libres: UCR y Cariari de Pococí
| Liberia          | 0 - 4 | Ramonense           | 1 de abril | Estadio Edgardo Baltodano  |
| Cartagena        | 2 - 2 | Guanacasteca        | 1 de abril | Polideportivo de Cartagena |
| Barrio México    | 0 - 1 | Uruguay de Coronado | 1 de abril | Estadio Coyella Fonseca    |
| Municipal Grecia | 3 - 1 | Aserrí FC           | 1 de abril | Estadio Allen Riggioni     |

Libres: Escazuceña y Carmelita
| AS Puma Generaleña | 2 - 1 | Coto Brus | 1 de abril | Polideportivo de Pérez Zeledón |
| UCR                | 4 - 1 | Jacó Rays | 1 de abril | Estadio Ecológico              |
| Paraíso Total      | 2 - 1 | La Suerte | 1 de abril | Estadio José Joaquín Barquero  |
| Cariari            | 2 - 2 | Turrialba | 1 de abril | Estadio Comunal de Cariari     |

Libres: Saprissa de Corazón y Guajira

## Clasificación de equipos

### Grupo A
|  |     | Club                | PTS | PJ | PG | PE | PP | GF | GC | GD  |
|  | --- | ------------------- | --- | -- | -- | -- | -- | -- | -- | --- |
|  | 1.  | Uruguay de Coronado | 29  | 13 | 9  | 2  | 2  | 26 | 11 | +15 |
|  | 2.  | Guanacasteca        | 24  | 13 | 7  | 3  | 3  | 30 | 17 | +13 |
|  | 3.  | Carmelita           | 23  | 13 | 6  | 5  | 2  | 27 | 13 | +14 |
|  | 4.  | Ramonense           | 22  | 13 | 6  | 4  | 3  | 17 | 11 | +6  |
|  | 5.  | Municipal Grecia    | 22  | 13 | 6  | 4  | 3  | 25 | 21 | +4  |
|  | 6.  | Escazuceña          | 18  | 13 | 4  | 6  | 3  | 18 | 15 | +3  |
|  | 7.  | Municipal Liberia   | 16  | 13 | 5  | 1  | 7  | 17 | 22 | -5  |
|  | 8.  | Aserrí FC           | 10  | 13 | 3  | 1  | 9  | 13 | 25 | -12 |
|  | 9.  | Barrio México       | 8   | 13 | 1  | 5  | 7  | 10 | 23 | -13 |
|  | 10. | Cartagena           | 7   | 13 | 2  | 1  | 10 | 13 | 38 | -25 |

### Grupo B
|  |     | Club                | PTS | PJ | PG | PE | PP | GF | GC | GD  |
|  | --- | ------------------- | --- | -- | -- | -- | -- | -- | -- | --- |
|  | 1.  | Jacó Rays           | 28  | 13 | 9  | 1  | 3  | 29 | 17 | +12 |
|  | 2.  | UCR                 | 23  | 13 | 7  | 2  | 4  | 28 | 19 | +9  |
|  | 3.  | AS Puma Generaleña  | 23  | 13 | 7  | 2  | 4  | 22 | 16 | +6  |
|  | 4.  | Turrialba           | 23  | 13 | 7  | 2  | 4  | 27 | 24 | +3  |
|  | 5.  | Cariari             | 21  | 13 | 6  | 3  | 4  | 22 | 22 | 0   |
|  | 6.  | La Suerte           | 18  | 13 | 5  | 3  | 5  | 23 | 16 | +7  |
|  | 7.  | Paraíso Total       | 18  | 13 | 5  | 3  | 5  | 15 | 18 | -3  |
|  | 8.  | Saprissa de Corazón | 16  | 13 | 4  | 4  | 5  | 22 | 27 | -5  |
|  | 9.  | Coto Brus           | 9   | 13 | 2  | 3  | 8  | 21 | 27 | -6  |
|  | 10. | Guajira             | 3   | 13 | 0  | 3  | 10 | 16 | 39 | -23 |

Pts = Puntos; PJ = Partidos Jugados; G = Partidos Ganados; E = Partidos Empatados; P = Partidos Perdidos; GF = Goles Anotados; GC = Goles Recibidos; Dif = Diferencia de goles